# Davidson Carrol
Wilfred Davidson Carrol (* 13. Dezember 1900; † 30. Oktober 1941) war ein gambischer Rechtsanwalt und Politiker.

## Leben

### Herkunft
Carrol war der Sohn von Henry Richmond Carrol, einem wohlhabenden Aku-Händler in Bathurst (heute Banjul), dessen Geschäfte mit der Gründung eines Proviant- und Eisenwarenladen im Jahr 1883 zurückgehen. Er handelte bis zu seinem Tod im April 1913 flussaufwärts mit Erdnüssen und Holz. Carrols Mutter, Anne Maria Forster, war die Tochter von Samuel John Forster (1841–1906), einem weiteren namhaften Aku.

### Bildung und Studium
Nach der Grundschulausbildung in Bathurst und Freetown ging Carrol auf die Methodist Boys High School. Zum Jurastudium ging er 1920 nach Oxford (Großbritannien). Während seines Studienaufenthalts in England wurde er 1924 zum ersten Präsidenten der neu gegründeten West African Students’ Union (WASU) gewählt. Er leitete die WASU mit großen Schritten und stellte die entstehende Vereinigung, die einflussreiche westafrikanische Führer integrierte, darunter Nkrumah und Azikwe, auf eine solide Grundlage. Sein Kontakt mit der Politik der Studenten inspirierte ihn dazu, nach Gambia zurückzukehren, um sich in der Praxis zu üben und sich der Herausforderung der Führung zu stellen, die sein Heimatland zu dieser Zeit so dringend benötigte.

### Tätigkeit als Anwalt
1925 wurde er als Barrister an die englische Anwaltskammer berufen, im selben Jahr kehrte er nach Gambia zurück und eröffnete in Bathurst als Barrister und Solicitor seine Anwaltskanzlei „Carrol and Company“. Die Anwaltskanzlei war das erfolgreichste einheimische Rechtsunternehmen, das ein breites Spektrum von Gambiern ungeachtet ihrer Religion oder Herkunft vertrat. Er gewann die Herzen der Menschen im Protektorat, indem er den notleidenden Menschen, die mit den Kolonialbehörden in Konflikt standen, kostenlose Rechtsberatung anbot. Er war der erste Anwalt, der flussaufwärts reiste, um Mandanten vor den Provinzgerichten zu verteidigen, die von Travelling Commissioners geleitet wurden.

### Politisches Wirken
Im Oktober 1930 wurde das Gambia Representative Committee von John Andrew N’Jai-Gomez wiederbelebt, um konservativere Elemente der gambischen Gesellschaft gegen Edward Francis Small zu unterstützen. Carrol wurde im Januar 1931 für den Wahlkreis Joloff Town North (nach andere Quelle Jollof Town South) in den Bathurst Urban District Council (BUDC) gewählt, dem er bis zu seiner Niederlage bei den Wahlen von 1934 angehörte.
Er entwarf 1931 im Alleingang das gambische Strafgesetzbuch und setzte sich mit Sir Samuel John Forster (1873–1940) dafür ein, dass es von der örtlichen Bevölkerung, die Vorbehalte gegen seine Anwendung hatte, akzeptiert wurde. Die Mehrheit der Bathurster Elite hatte gegen das neue Strafgesetzbuch Vorbehalte und befürchtete, dass es „neue Straftatbestände und neue Strafen einführen und bestehende Rechtsgarantien wegfegen würde“. Carrol spielte eine Schlüsselrolle bei der Implementation des Strafgesetzbuches und der Strafprozessordnung gegen den heftigen Widerstand der Rate Payers' Association (BRPA). Daher wurde es, insbesondere von E. F. Small's BRPA, als ein weiterer Fall rechtlicher Tyrannei des Volkes heftig bekämpft. In seiner Zeitung beklagte Small die Tatsache, dass, während nigerianische, sierra-leonische afrikanische Parlamentsmitglieder sich vehement gegen eine Kodifizierung aussprachen, Carrol und Forster zu diesem Thema schwiegen, als es 1932 von Gouverneur Richards eingebracht wurde, und keinen Finger gegen die Verabschiedung des Gesetzes im Jahr 1934 rührten. Laut dem Historiker Hassoum Ceesay war Carrol ein vollendeter Anwalt, dessen Auftritte vor Gericht eine Augenweide waren; sein reicher Oxford-Akzent und seine analytische Kraft ermutigten seine Kollegen, ihn zu respektieren und zu bewundern. Zu seinen Verdiensten gehört, dass er eine lohnende juristische Karriere mit einem lebhaften politischen Leben verband, das 1931 begann, als er den Sitz in Jollof Town South im BUDC gewann. Im Frühjahr 1934 gründeten Carrol und andere die Zeitung The Gambia Echo als Konkurrenz von The Gambia Outlook, herausgegeben von Small.
Carrol war der bevorzugte Kandidat des BUDC, als dieser das Recht erhielt, eines seiner Mitglieder in den Legislativrat zu wählen. Er wurde im März 1933 (effektiv ab Mai) gewählt und im Mai 1938 (als er kein Ratsmitglied mehr war) wiedergewählt. Beim zweiten Mal wurde er dank der Unterstützung des offiziellen Mitglieds („official member“) mit sieben Stimmen zu den vier Stimmen seines alten Rivalen Small gewählt.
1933 bemühte sich Carrol um eine Wiederwahl in den BUDC, wurde aber von Small's RP A-Kandidaten geschlagen, nachdem er beschuldigt worden war, Wähler bestochen zu haben. 1934 wurde er in den Legislativrat berufen, wo er mit Sir Samuel Forster und Sheikh Omar Fye zusammentraf. Carrol bewies seinen Eifer als entschiedener Verteidiger der Rechte seines Volkes und als klarer Debattierer. Er stürzte sich mit ganzem Herzen in die Angelegenheiten des Rates und wurde bald zum Befürworter besserer Arbeitsbedingungen für Beamte und die ländlichen Massen. In einer Rede vor dem Rat im Jahr 1937 beklagte er den schlechten Preis, den die Handelsfirmen für Produkte wie gemahlene Nüsse und Bienenwachs zahlten, und sprach sich auch gegen die Einführung der Einkommensteuer im Jahr 1940 aus, um Geld für die britischen Kriegsanstrengungen zu beschaffen. Stattdessen forderte er die Regierung auf, den Kindern von Beamten Zulagen zu zahlen, wie es in Nigeria und Ghana der Fall war, um die Last der Abhängigkeit von Regierungsangestellten zu verringern. 1940 klagte er die Kolonialregierung der Vernachlässigung der Gefangenen an und schlug vor, die Ration zu erhöhen und Bibliothekseinrichtungen für die Gefangenen einzuführen.

### Weitere Aktivitäten
Zu Carrols weiteren öffentlichen Aktivitäten gehörten der stellvertretende Gerichtsmediziner, der Staatsanwalt, das Mitglied des Bildungsausschusses und der Dienst in der Kommission.

### Früher Tod
Seit etwa 1938 litt er unter seiner schlechten Gesundheit, er starb Ende Oktober 1941. Als Wilfred Davidson Carrol im jungen Alter von 41 Jahren starb, wurde er von allen Teilen der Gemeinde Bathurst, einschließlich Christen, Muslimen, Europäern und dem Gouverneur Southorn, geehrt. Dies war ein Gradmesser dafür, was Carrol durch seine Anwaltspraxis, seinen politischen Aktivismus und seinen sozialen Status für die breite Palette der gambischen Gesellschaft bedeutete. Wie sein Kollege im Legislativrat und Rechtsanwaltskollege Sir Sam Forster war Carroll einer der gebildetsten Gambier seiner Zeit und stammte aus einer wohlhabenden Familie aus Bathurst Aku, die sich vor 1900 jahrzehntelang eine Nische in den Geschäftskreisen der Kolonie geschaffen hatte. Viele dieser Aku-Familien wollten ihren Kindern die beste Ausbildung zukommen lassen und arbeiteten hart, um zu sparen, damit ihre Kinder in die besten Bildungseinrichtungen der Welt gehen konnten. Es ist diesen Aku-Familien zu verdanken, dass Gambia Anfang des 20. Jahrhunderts, als nur wenige Afrikaner die Möglichkeit hatten, ein Klassenzimmer von innen zu sehen, einen kleinen Pool von hochbegabten und talentierten Fachleuten hervorbrachte.

## Auszeichnungen und Ehrungen
Ihm zu Ehren wurde Ende der 1990er Jahre in Banjul die Picton Street in [West] Davidson Carrol Street umbenannt.